# NGC 5084
NGC 5084 est une immense galaxie lenticulaire vue par la tranche et située dans la constellation de la Vierge. Sa vitesse par rapport au fond diffus cosmologique est de 2 028 ± 22 km/s, ce qui correspond à une distance de Hubble de 29,9 ± 2,1 Mpc (∼97,5 millions d'al). NGC 5084 a été découverte par l'astronome germano-britannique William Herschel en 1785.

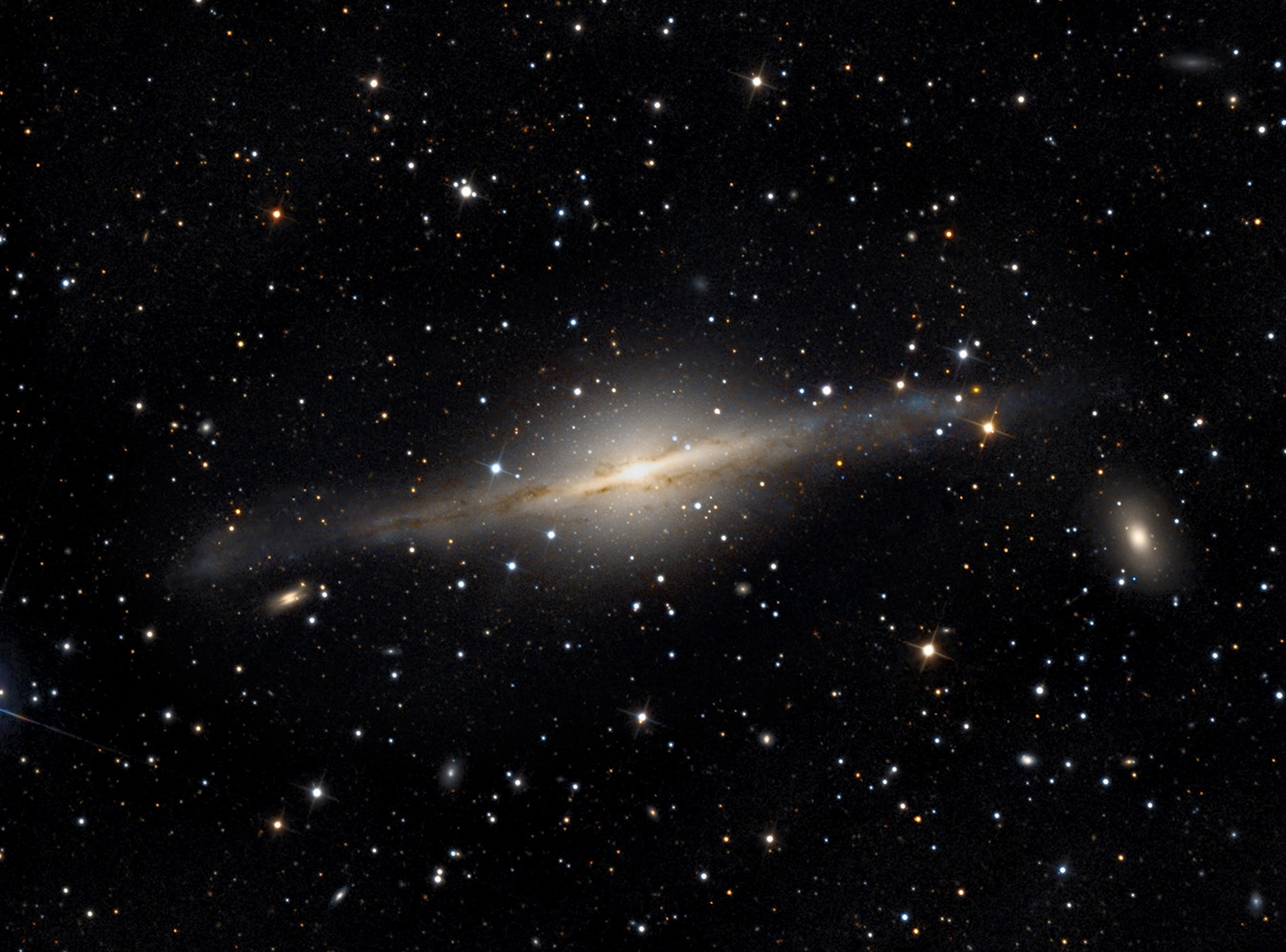
NGC 5084 par Adam Block (Observatoire du mont Lemmon/Université de l'Arizona).

NGC 5084 présente une large raie HI et selon la base de données Simbad, c'est une galaxie LINER, c'est-à-dire une galaxie dont le noyau présente un spectre d'émission caractérisé par de larges raies d'atomes faiblement ionisés.
À ce jour, cinq mesures non basées sur le décalage vers le rouge (redshift) donnent une distance de 44,700 ± 42,360 Mpc (∼146 millions d'al), ce qui est à l'intérieur des valeurs de la distance de Hubble. Soulignons cependant le grand écart-type de cet échantillon très incohérent de mesures, dont l'une présente une valeur de 116 Mpc et l'autre de 14 Mpc. Il s'agit d'un cas évident où on devrait éviter d'utiliser le résultat des mesures indépendantes pour calculer le diamètre d'une galaxie. 

## Groupe de NGC 5084
Selon A.M. Garcia, NGC 5084 est la principale galaxies d'un groupe de galaxies qui compte au moins cinq membres. Les  autres galaxies du groupe de NGC 5084 sont NGC 5087, NGC 5134, ESO 576-50 et ESO 576-40.